# Mehdi Abbasov
Mehdi Abbasov (en azerí: Mehdi Abbasov Yusif oğlu), fue un militar azerbaiyano, debido a su actuación en la primera guerra del Alto Karabaj, es considerado 
Héroe nacional de Azerbaiyán. También recibió el título de Maestro del Deporte de la URSS.

## Biografía
Nacido en la aldea de Aghvorik, en la entonces República Socialista Soviética de Armenia (actual Armenia) entonces parte de la URSS. En 1977, su familia fue expulsados por los nacionalistas armenios y se mudaron a la aldea de Kulan, en la región de Tulkubas, en la entonces República Socialista Soviética de Kazajistán (actual Kazajistán). En 1980, Mehdi ingresó en el Departamento de Formación del Instituto Pedagógico de Chimkent y posteriormente continuó sus estudios en el Instituto Pedagógico de Karagán.

## Carrera militar
Abbasov empezó a trabajar en el Ministerio del Interior de la nueva República de Azerbaiyán el 28 de junio de 1991, como Teniente Primero. Fue una de las figuras clave durante las batallas en torno a la aldea de Melikkan en el marco de la Guerra del Alto Karabaj. Fue condecorado con la Orden del Ministerio del Interior en cuatro ocasiones. La batalla de Mehdi tuvo lugar el 13 de enero de 1992, durante él cuál un francotirador lo hirió gravemente en la cabeza. Su compañero de combate logró sacarlo de la zona, pero ese mismo día murió en la aldea de Melikkan. Nunca se casó ni tuvo hijos.

## Legado
Mehdi Abbasov fue nombrado póstumamente "Héroe Nacional de Azerbaiyán" por decreto del presidente de la República de Azerbaiyán del 6 de junio de 1992, n.º 831. Está enterrado en el Callejón de los Mártires en Bakú.
La antigua aldea Rushan del distrito de Ismailli ahora se llama Mehdikand en su honor. Una de las calles centrales del distrito de Ismailli lleva su nombre.
En 2018, se presentó en Ismayilli la película "Misión Especial", dedicada a su vida y trayectoria militar. 